# Runenstein von Tågerup
Der Runenstein von Tågerup befindet sich in dem kleinen Ort Tågerup, etwa drei Kilometer östlich von Rødby, auf der Insel Lolland in Dänemark, wo er 1869 an der Kirchenmauer aufgestellt wurde. Der Stein fand sich 1868 auf einem dem Pfarrhof gehörenden Acker, südöstlich von Rødby.
Da er mit der Inschrift nach unten lag, entdeckte man diese erst, als die Steinhauer ihn gespalten hatten. Er wurde zur Kirche von Tågerup gebracht und zusammengesetzt. 
Der Runenstein hat eine ungewöhnliche Form, denn er ist offenbar in eine ziemlich runde (156 × 146 m) Form gehauen worden, während man die Steine ansonsten unbearbeitet ließ, oder allenfalls die Schriftfläche glättete. 
Der Text lautet: „Østæins Söhne errichteten diesen Stein für ihren Bruder Spærla, Schiffer bei Æsbjörn Næb“.
Andere Steine auf Lolland sind der Runenstein von Sædinge und der Runenstein von Tillitse.